# Championnat du Cameroun de football 2022-2023
Navigation
Saison précédente Saison suivante
La saison 2022-2023 du Championnat du Cameroun de football est la 63e édition de la première division camerounaise, la MTN Elite 1.
Le match d'ouverture se déroulera le 15 octobre 2022. Le champion en titre Coton Sport de Garoua défend son titre et remporte pour la 18e fois le championnat du Cameroun.

## Primes monétaires
Lors de la saison 2022-2023, chaque club participant au championnat percevra une prime de participation de 48 millions de FCFA (près de 73 000 euros). Au terme de la saison, le champion recevra une prime de champion de 50 millions de FCFA (près de 76 000 euros) et une autre de même montant (50 millions de FCFA) pour la participation à la ligue des champions, soit un total de 100 millions de FCFA (près de 152 000 euros).

## Les clubs participants

### Poule A
- PWD Social Club Bamenda
- Coton Sport
- Stade Renard
- UMS Loum
- Avion Academy
- Aigle Royal
- Djiko FC
- Canon Yaoundé
- Renaissance FC de Ngoumou
- Eding Sport
- Colombe Sportive du Dja et Lobo

### Poule B
- YOSA
- Gazelle Football Academy de Garoua
- USD
- FC Yaoundé II
- Bamboutos de Mbouda
- Fovu Baham
- AS Fortuna
- Fauve Azur
- Dragon Yaoundé
- APEJES de Mfou
- Les Astres Football Club

## Compétition
Les 22 participants sont répartis dans deux groupes de onze équipes. Après la première phase, les deux premiers de chaque groupe se rencontrent dans un tournoi où le premier est désigné champion du Cameroun. Les deux derniers de chaque poule sont relégués directement en deuxième division, un cinquième relégué est déterminé par matchs de barrages entre les deux clubs classés à la neuvième place.

### Classement

#### Poule A
| Rang | Équipe           | Pts | J  | G  | N | P  | Bp | Bc | Diff |
| ---- | ---------------- | --- | -- | -- | - | -- | -- | -- | ---- |
| 1    | Canon Yaoundé    | 38  | 20 | 10 | 8 | 2  | 31 | 14 | +17  |
| 2    | Coton SportT     | 36  | 20 | 10 | 6 | 4  | 21 | 13 | +8   |
| 3    | UMS de Loum      | 34  | 20 | 10 | 4 | 6  | 21 | 21 | 0    |
| 4    | PWD Bamenda      | 25  | 20 | 7  | 4 | 9  | 18 | 18 | 0    |
| 5    | Avion Academy    | 25  | 20 | 7  | 4 | 9  | 23 | 28 | -5   |
| 6    | Aigle RoyalP     | 24  | 20 | 6  | 6 | 8  | 16 | 22 | -6   |
| 7    | Stade Renard     | 24  | 20 | 6  | 6 | 8  | 15 | 17 | -2   |
| 8    | Colombe Sportive | 23  | 20 | 5  | 8 | 7  | 17 | 19 | -2   |
| 9    | Eding Sport      | 23  | 20 | 5  | 8 | 7  | 12 | 15 | -3   |
| 10   | Djiko FC         | 23  | 20 | 5  | 8 | 7  | 20 | 21 | -1   |
| 11   | Renaissance      | 22  | 20 | 6  | 4 | 10 | 18 | 24 | -6   |

|  | Qualifié pour la phase finale.                                                |
|  | Qualifié pour le match de barrage/relégation.                                 |
|  | Relégué en deuxième division                                                  |
|  | T : Tenant du titre C : Vainqueur de la Coupe du Cameroun P : Promu d'Elite 2 |

#### Poule B
| Rang | Équipe            | Pts | J  | G  | N | P  | Bp | Bc | Diff |
| ---- | ----------------- | --- | -- | -- | - | -- | -- | -- | ---- |
| 1    | Gazelle FA P      | 35  | 20 | 10 | 5 | 5  | 27 | 18 | +9   |
| 2    | Bamboutos         | 34  | 20 | 9  | 7 | 4  | 21 | 12 | +9   |
| 3    | APEJES de Mfou    | 34  | 20 | 10 | 4 | 6  | 32 | 24 | +8   |
| 4    | Fovu Baham        | 31  | 20 | 9  | 4 | 7  | 24 | 19 | +5   |
| 5    | Les Astres        | 27  | 20 | 7  | 6 | 7  | 23 | 29 | -6   |
| 6    | Union Douala      | 27  | 20 | 6  | 9 | 5  | 18 | 17 | +1   |
| 7    | Fauve Azur        | 27  | 20 | 7  | 6 | 7  | 23 | 23 | 0    |
| 8    | AS Fortuna        | 26  | 20 | 6  | 8 | 6  | 25 | 29 | -4   |
| 9    | YOSA              | 24  | 20 | 6  | 6 | 8  | 20 | 21 | -1   |
| 10   | FC Yaoundé II     | 22  | 20 | 6  | 4 | 10 | 24 | 30 | -6   |
| 11   | Dragon de Yaoundé | 10  | 20 | 1  | 7 | 12 | 19 | 34 | -15  |

|  | Qualifié pour la phase finale.                                                |
|  | Qualifié pour le match de barrage/relégation.                                 |
|  | Relégué en deuxième division                                                  |
|  | T : Tenant du titre C : Vainqueur de la Coupe du Cameroun P : Promu d'Elite 2 |

### Phase finale
Les premiers de poule jouent un mini-championnat, les équipes se rencontrent une fois. La phase finale se déroule du 14 au 21 mai 2023.
| Rang | Équipe        | Pts | J | G | N | P | Bp | Bc | Diff |
| ---- | ------------- | --- | - | - | - | - | -- | -- | ---- |
| 1    | Coton SportT  | 9   | 3 | 3 | 0 | 0 | 4  | 0  | +4   |
| 2    | Bamboutos     | 6   | 3 | 2 | 0 | 1 | 6  | 3  | +3   |
| 3    | Canon Yaoundé | 3   | 3 | 1 | 0 | 2 | 3  | 4  | -1   |
| 4    | Gazelle FA P  | 0   | 3 | 0 | 0 | 3 | 1  | 7  | -6   |

|  | Qualifié pour la Ligue des champions de la CAF. |
|  | T : Tenant du titre P : Promu d'Elite 2         |

### Match de relégation
Le 19 mai 2023, YOSA gagne 2 à 0 contre Eding Sport, YOSA se maintient en première division, Eding Sport est relégué.